# 차상명
차상명(車相明, 1895년 8월 2일 ~ 1945년 4월 7일)은 일제강점기의 승려이다. 법명은 운호(雲湖).

## 생애
부산 동래구 출신으로 부산 금정산의 범어사 소속 승려였다. 경성부에서 3·1 운동이 계획되던 1919년 2월 하순 경에 민족대표 33인 중 한 명인 한용운이 범어사에 내려와 만세시위에 대해 의논하고 돌아간 일이 있었다. 3월 1일에 독립 선언과 탑골 공원 시위가 결행된 뒤, 불교중앙학림의 학승 김상헌과 김법린이 독립선언서를 휴대하고 범어사로 잠입하여 동래에서도 만세시위를 일으킬 것을 종용했다.
이때 범어사의 청년 승려였던 차상명은 동래읍 장날인 3월 18일을 거사일로 계획하고 태극기와 독립선언서를 등사하는 등 시위를 준비했다. 3월 13일에 동래고등보통학교 학생들을 중심으로 시위가 일어나 분위기는 고양되었고, 차상명은 3월 17일에 열린 졸업생 송별회를 틈타 범어사 부속 학교의 학생들에게 이튿날로 계획된 시위에 참가할 것을 권고했다. 그러나 차상명은 약 40여 명의 학생들과 함께 새벽에 이동하던 중 밀고를 받고 체포되어 징역 2년형을 선고받고 복역했다.
1930년대에 경상남도 김해군 은하사 주지로 재직하다가, 1936년 조선총독부의 인가를 받아 범어사 주지로 취임했다. 이듬해인 1397년에 중일 전쟁이 발발했다. 범어사에서는 두 차례에 걸쳐 국위선양 무운장구 기원제라는 시국 행사를 개최하였고, 국방헌금과 위문금을 걷어 납부했다. 1938년 4월 1일까지의 집계에 따르면, 범어사 본·말사가 헌납한 국방헌금은 888원 50전, 위문금은 832원 14전으로 전국 31대본산 가운데 경기도의 용주사 다음으로 많았다.
1990년에 3·1 운동 때의 공적을 인정받아 건국훈장 애족장을 서훈받았다. 민족문제연구소가 2008년 공개한 친일인명사전 수록예정자 명단 종교 부문에도 선정되어 있다.

## 상훈
- 건국훈장 애족장 - 1990년 서훈, 2010년 취소

## 같이 보기
- 범어사

## 참고자료
- 임혜봉 (2005년 3월 1일). 〈차상명 : 3·1 운동 참여 후 친일로 변절한 범어사 주지〉. 《친일 승려 108인》. 서울: 청년사. 245~247쪽쪽. ISBN 9788972783848.
- 차상명 : 독립유공자 공훈록 - 국가보훈처